# Osowa Drobińska
Osowa Drobińska [pronunciación en polaco: /ɔˈsɔva drɔˈbiɲska/] es una aldea ubicada en el distrito administrativo de Gmina Siemiątkowo, dentro del condado de Żuromin, Voivodato de Mazovia, en el centro-este de Polonia. Se encuentra a unos 5 kilómetros al sur de Siemiątkowo, a 27 kilómetros al sur de Żuromin, y a 96 kilómetros al noroeste de Varsovia.
El pueblo tiene una población de 80 habitantes.